# Egon Morbitzer
Egon Morbitzer (* 6. Februar 1927 in Nirklowitz bei Olmütz; † 14. März 1989 in Berlin) war ein deutscher Geiger.

## Leben
Den ersten, nur sporadischen Unterricht erhielt Morbitzer in Olmütz. Ab 1939 lebte die Familie in Wiener Neustadt, an deren Konservatorium er nun regelmäßigen Violinunterricht erhielt, den ihm der  Direktor Fritz Heindl erteilte. 1940 debütierte er dort mit Pierre Rodes A-Dur-Violinkonzert. 1941 wechselte er an die Wiener Akademie für Musik, war aber mit der dortigen Ausbildung unzufrieden, so dass er 1943 ans Thüringer Landeskonservatorium Erfurt kam, wo ihn der  Violinpädagoge  Walter Hansmann (1875–1963) unterrichtete. Kurz vor Kriegsende wurde Morbitzer einberufen und im April 1945 verwundet. Ab Mai 1945 konnte er sein Studium in Erfurt fortsetzen und beenden. 
Zu seinen Erfurter Kommilitonen gehörte der Pianist Dieter Zechlin, der ihn 1946 zu einem Probevorspiel bei der Staatskapelle Weimar begleitete, die damals von Hermann Abendroth geleitet wurde, der Morbitzer sofort als 1. Konzertmeister engagierte. 1948 wurde er außerdem Dozent an der Weimarer Musikhochschule, die ihn 1949 zum Professor ernannte. Mit 22 Jahren war Morbitzer damit der jüngste Professor der DDR. 
Von 1951 bis zu seinem Tod war er schließlich Konzertmeister der Staatskapelle Berlin. 1953 gründete er außerdem das Streichquartett der Deutschen Staatsoper, das vom DDR-Kulturministerium gefördert wurde. Weitere Mitglieder waren Bernd Müller (2. Violine), Alfred Lipka (Viola) und Karl-Heinz Schröter (Violoncello). Das Quartett spielte nicht nur die klassische Literatur, sondern engagierte sich auch für zeitgenössische Komponisten, insbesondere für Dmitri Schostakowitsch.
Durch Dieter Zechlin lernte Morbitzer 1951 auch dessen Frau, die Komponistin Ruth Zechlin kennen, die seinem Ensemble vier ihrer sechs Streichquartette widmete.
Morbitzer war einer der bekanntesten Geiger der DDR. Er gastierte häufig im Ausland und nahm zahlreiche Schallplatten auf, sowohl als Solist als auch mit seinem Streichquartett.
1975 wurde er vom  Tokyo Symphony Orchestra zum Ehrenmitglied ernannt.
Er starb im Alter von 62 Jahren an einer Krebserkrankung. Nach seinem Tod wurde er auch Ehrenmitglied der Staatskapelle.

## Familie
Morbitzer war mit Christina Morbitzer, geborene Bürgmann, verheiratet, einer Tochter des Tenors Ferdinand Bürgmann (1904–1987), der sich insbesondere in Opern Richard Wagners einen Namen machte. Der gemeinsame Sohn Wolfgang Morbitzer (* 7. Februar 1965 in Berlin) ist seit August 1988 Soloschlagzeuger der Norddeutschen Philharmonie Rostock.

## Diskographie (Auswahl)
- Max Bruch, Violinkonzert g-Moll op. 26; Johan Svendsen, Romanze für Violine und Orchester G-Dur op. 26, mit der Staatskapelle Berlin unter der Leitung von Franz Konwitschny – Eterna 1961
- Robert Schumann, Violinsonate a-Moll op. 105; Johannes Brahms, Violinsonate G-Dur op. 78, mit Dieter Zechlin (Klavier) – Eterna 1961
- Canzonetta. Berühmte Violinstücke, mit Siegfried Stöckigt (Klavier) – Eterna 1984